# Gayle Rankin
Gayle Rankin (Paisley, 1 de setembro de 1989) é uma atriz escocesa. Ela é conhecida por seu papel como Sheila na série GLOW (2017–2019) da Netflix. Também interpretou Emily Dodson na série Perry Mason (2020) da HBO. Entre os filmes que atuou está The Greatest Showman (2017), Her Smell (2018), Blow the Man Down e The Climb (ambos de 2019).
Rankin também participou da série House of the Dragon, da HBO, na segunda temporada, interpretando Alys Rivers.